# 蘆名氏
蘆名氏，為日本桓武平氏系統的三浦氏中興起的氏族。名字是由相模國蘆名（今橫須賀市蘆名、蘆名城）而來的。又被記載為「芦名氏」、「葦名氏」、「三浦芦名家」。
蘆名氏分為相模蘆名氏和會津蘆名氏這兩個系統。相模蘆名氏的通字是「為」，會津蘆名氏的通字是「盛」。
會津蘆名氏在戰國時代成為東北地方的一個有力的戰國大名。